# Hans Timmermann (Trainer)
Hans Timmermann ist ein ehemaliger deutscher Turntrainer.
Timmermann, der selbst aktiver Turner war, war ab Mitte der 1960er Jahre als Trainer im Turnen tätig. Er arbeitete als Bundeskunstturntrainer der Damen für den Deutschen Turner-Bund.
Timmermann verfasste auch Schriften über das Kunstturnen. Seine Bücher erfuhren mehrere Neuauflagen.

## Schriften
- Bodenturnen der weiblichen Jugend – Wege zu den Leistungsformen, Schorndorf 1971.
- Leistungsturnen am hohen Stufenbarren, Schorndorf 1971.
- Leistungsturnen am Schwebebalken, Schorndorf. 1972.
- Methodische Wege zu Leistungsformen am Stufenbarren, Schorndorf 1977.
- Gerätturnen verschiedene Auflagen.[4]